# Алма Аббо Вакілі
Алма Аббо Вакілі (англ. Alma Abbo Wakili, нар. 2 вересня 1996) — нігерійський футболіст, захисник.

## Життєпис
Народився в окрузі Зінг, штату Тараба. У 14 річному віці перейшов до молодіжної академії «Aspire Academy» з Дохи за програмою Aspire Football Dreams. За футбольну команду академії грав протягом 5-ти років, виступав на молодіжних турнірах в Європі.
1 січня 2015 року приєднався до Ейпена. Дебютував за команду з однойменного міста 21 березня 2015 року в програному (2:3) домашньому поєдинку Першого дивізіону Бельгії проти «Гейста». Алма вийшов на поле в стартовому складі та відіграв увесь матч. У складі «Ейпена» зіграв 3 матчі в Першому дивізіону Бельгії, ще 1 поєдинок зіграв у кубку Бельгії.
25 липня 2016 року підписав контракт з «Тракаєм». У футболці нової команди дебютував 28 липня 2016 року в переможному (4:3) домашньому поєдинку 19-о туру А-ліги проти «Утеніса». Вакілі вийшов на поле в стартовому складі та відіграв увесь матч. Дебютним голом за «Тракай» відзначився 3 березня 2017 року на 56-й хвилині переможного (1:0) домашнього поєдинку 1-го туру А-ліги проти «Стумбраса». Алма вийшов на поле в стартовому складі та відіграв увесь матч. В еліті литовського футболу зіграв 30 матчів (2 голи), ще 3 матчі провів у кубку Литви. У сезоні 2017/18 років зіграв 6 матчів у кваліфікації Ліги Європи.
29 червня 2018 року приєднався до «Шкендії». За нову команду дебютував 18 лютого 2018 року в переможному (3:0) виїзному поєдинку 20-о туру Першої ліги проти «Шкупі». Алма вийшов на поле на 90+2-й хвилині, замінивши Стеніу Жуніора. Єдиним голом за «Шкендію» відзначився 6 травня 2018 року на 54-й хвилині переможного (3:1) виїзного поєдинку 33-о туру Першої ліги проти «Сілекса». Вакілі вийшов на поле в стартовому складі та відіграв увесь матч. У Першій лізі Македонії зіграв 9 матчів (1 гол) у Першій лізі, ще 3 поєдинки провів у кубку Македонії. У складі «Шкендії» зіграв один матч у кваліфікації Лізі чемпіонів, проти валлійського «Нью-Сейнтс».
27 серпня 2018 року перебрався до албанського «Партизані», але через травму не зіграв жодного матчу за команду. 25 листопада 2018 року залишив команду. Після цього повернувся до Нігерії, де 8 місяців виступав за один з місцевих клубів.
27 лютого 2020 року підписав 1-річний контракт з «Авангардом». В новій команді отримав футболку з 53-м ігровим номером.

## Досягнення
«Ейпен»
- Перший дивізіон Бельгії
  -  Срібний призер (1): 2015/16

«Тракай»
- А-ліга
  -  Срібний призер (1): 2016

- Суперкубок Литви
  -  Фіналіст (1): 2017

«Шкендія»
- Перша ліга Македонії
  -  Чемпіон (1): 2017/18

- Кубок Македонії
  -  Володар (1): 2017/18